# FN EVOLYS
La FN EVOLYS est une mitrailleuse  conçue par FN Herstal en 2021, chambrée pour les munitions 5,56 × 45 mm OTAN et 7,62 × 51 mm OTAN. L'EVOLYS a été conçue pour être plus légère et plus ergonomique que d'autres mitrailleuses, comme la FN Minimi.

## Histoire
Le 22 avril 2021, FN Herstal annonce le lancement d'une nouvelle arme d'épaule,. Le 6 mai, FN Herstal publie une vidéo promotionnelle de 20 minutes, abordant le nouveau design, y compris ses aspects techniques, et révélant son nom. En septembre 2021, l'EVOLYS a été présentée pour la première fois au public lors du salon Defence and Security Equipment International à Londres et entre en pré-production le même mois.
En juin 2024, l'armée de terre française étudie le remplacement progressif de ses Minimi par des Evolys pour une livraison à partir de 2026.

## Conception
L'EVOLYS a été conçue dès le départ pour une utilisation dans la guerre urbaine, qui est devenue plus courante et présente des exigences spécifiques. L'EVOLYS a été conçue pour améliorer la puissance de feu d'un soldat seul, et non par rapport à son unité.
La mitrailleuse dispose d'un sélecteur de tir, permettant de choisir entre le tir semi-automatique et le tir en rafales. L'EVOLYS utilise un mécanisme d'alimentation latérale, la bande de cartouches faisant un angle de 45°. Contrairement aux autres mitrailleuses, les cliquets d'entrainement de le bande sont sur le couloir d'alimentation et non dans le couvercle. Cette conception permet d'accrocher la bande au cliquet antérieur ce qui facilite la fermeture du couvercle qui sert au maintien de la bande.
L'arme est entièrement ambidextre. Toutes les commandes sont accessibles des deux côtés, et l'arme peut être chargée d'une seule main.
Le mécanisme de tir est inhabituel : l'arme est à culasse ouverte et est équipée d'un percuteur à montage particulier. Cela permet d'éviter les incidents de tir car même si la culasse se referme, le tir nécessite encore une pression sur la queue de détente. 
L'arme fonctionne par emprunt des gaz au niveau de la frette et courte course du piston indépendant (piston court similaire aux FN F2000 et FN SCAR) des pièces mobiles.
Un unique rail sur l'arme permet l'ajout de lunettes ou d'autres dispositifs de visée là où les mitrailleuses précédentes utilisent habituellement plusieurs rails, placés ailleurs que sur le corps de l'arme.
En raison de l'utilisation accrue des suppresseurs, l'EVOLYS a été conçue pour être capable d'avoir un suppresseur équipé en permanence sans affecter les performances de l'arme.
La crosse est réglable en longueur et en hauteur.
Un amortisseur hydraulique permet de réguler la cadence de tir, de d'atténuer le recul et de pallier l'encrassement sans toucher au régulateur de gaz. Ce système d'amortisseur hydraulique est déjà présent dans la crosse des FN MINIMI MK3 mais l'innovation sur FN Evolys a été de l'intégrer directement sur les pièces mobiles
L'EVOLYS a été construite en utilisant l'impression 3D et des polymères, qui contribuent à réduire son poids. Pesant 5,5 kg, l'EVOLYS est jusqu'à 30 % plus légère que des mitrailleuses similaires comme la FN Minimi,. Cela lui permet de combiner la puissance de feu d'une mitrailleuse et l'ergonomie d'un fusil d'assaut.
L'EVOLYS est chambrée pour les calibres 5,56 × 45 mm et 7,62 × 51 mm. Des variantes chambrées pour le 6.5mm Creedmoor (en), .264  et .260 Remington sont en développement pour une utilisation potentielle par les forces spéciales.

## Utilisateurs
- Belgique : 20 armes ont été acquises à des fins d'évaluation et doivent être livrées à l'automne 2023 annonçait la ministre de la Forces armées belges Ludivine Dedonder en avril 2023[19]. Pour les Special Operations Regiment.
- France: Commandement des opérations spéciales[20],[21]
- Royaume-Uni: British Army : quelques exemplaires à des fins de test[20],[21]